# 銭屋五兵衛

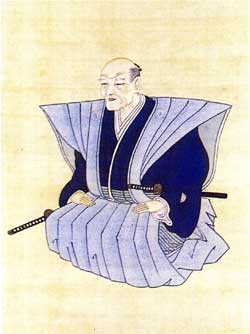
銭屋五兵衛

銭屋 五兵衛（ぜにや ごへえ、安永2年11月25日（1774年1月7日） - 嘉永5年11月21日（1852年12月31日））は、江戸時代後期の加賀の商人、海運業者。金沢藩の御用商人を務めた。姓名の略から「銭五」とも呼ばれる。幼名は茂助。「五兵衛」は銭屋代々の当主が襲名する通称だが、この項では最も著名な最後の当主（三代目）について説明する。

## 略歴

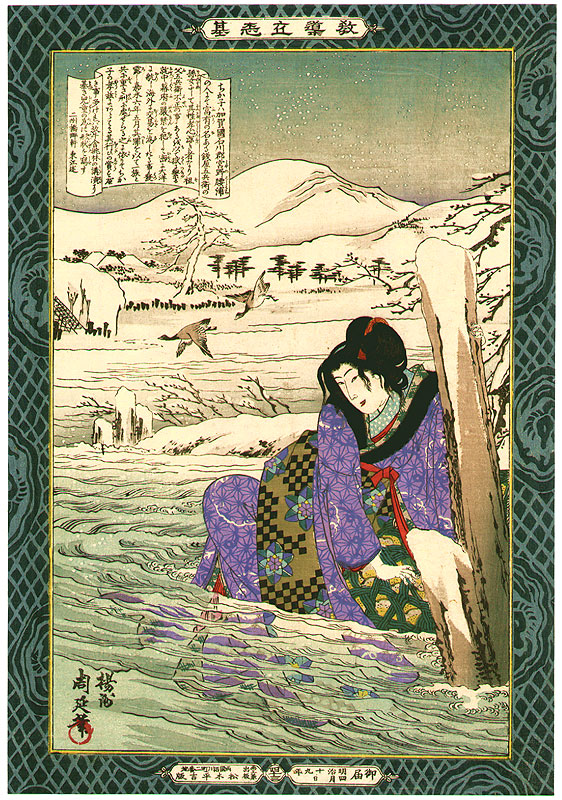
周延「教導立志基　ちかこ」（1886年）。銭屋五兵衛の孫娘ちかこは、密貿易の罪で獄中にあった五兵衛の無罪放免を願って川に身を投げたという説話をもとに描かれた浮世絵。「教導立志基」は教育用に日本の偉人を紹介するシリーズ

銭屋は戦国時代に滅亡した朝倉氏の末裔を自称し、初代の吉右衛門が金沢に移住して以来、両替商のほか醤油醸造・古着商などを手広く営んだ家系であった。父（五兵衛）が金沢の外港である宮腰を本拠に海運業を始めたが、不振となりいったん廃業。子の五兵衛が39歳の時、質流れの船を調達して海運業を再開した（文化8年（1811年ごろ））。
宮腰（現在の金石）は当時隆盛した北前船航路の重要な中継港であり、米の売買を中心に商いを拡げ、最盛期には千石積みの持ち船を20艘以上、全所有船舶200艘を所有し、全国に34店舗の支店を構える豪商となった。ライバル商人との商戦や、船の難破などの苦難、各地での商売の様子など、五兵衛の商業記録は彼の手記『年々留』に詳細に記されている。また、各地の用地を買収して新田開発事業や、支店を開設するなど業種・商業圏を拡げ、将来の経済界の変動に備えたリスクヘッジも行っていた。
また銭五は、外国との密貿易を行っていたということでも有名である。もちろん当時は鎖国体制下、外国との交易は厳禁されていたが、金沢藩への献上金への見返りとして黙認されていたと言われる。銭五は本多利明の経済論や、からくり師として名を知られた大野弁吉などに影響を受けていたと言われ、海外交易の必要性を痛感していた。蝦夷地の樺太ではアイヌを通じて山丹交易を（礼文島には「銭屋五兵衛貿易の地」の碑が建てられている）、国後場所や択捉場所に属した択捉島近海ではロシアと抜荷取引し、また自ら香港やアモイまで出向いたり、アメリカ合衆国の商人とも交易したといい、オーストラリアのタスマニア島には領地を持っていたともいう（同地には銭五の石碑があったという。現在は紛失）伝説すらある。これらの「銭五伝説」の中には信憑性に疑問があるものも少なくないが、ある程度までは事実であったと思われる。地元金沢では、金沢藩の勝手方御用掛として藩政実務のトップにあった奥村栄実と結び、御用銀調達の任務にあたるとともに、藩の御手船裁許すなわち藩が所有する商船の管理人となって、商売を行い巨利を得たという。しかし奥村がやがて死亡し、対立する改革派・黒羽織党が藩の実権を握ると、五兵衛の立場は微妙となる。五兵衛は河北潟（かほくがた）の干拓・開発工事を請け負うが、労働者として雇った地域住民と賃金のことなどで揉めたあげく、地域住民は全員解雇し、能登国の宝達者（現・宝達志水町の在住者）を労務者として雇い入れた。しかし難工事の上、地域住民の妨害などにより工事は遅れ、五兵衛自身の体の衰えもあり、完成を焦った。そこで理兵衛らと相談し、埋め立てに石灰を使った。石灰は別に毒ではないが、投げ込んだ箇所で魚が窒息死することがある。これを見ていた住民が銭屋が毒を流したと言いたてた。周辺の農民・漁民から猛反発を受け、五兵衛は子の要蔵ら11名とともに投獄された。五兵衛は噂を否定したが、結局獄死し（享年80）、他獄死6名・はりつけ2名・永牢2名など、銭屋は財産没収・家名断絶とされた。三男・佐八郎はゴールドラッシュの噂を聞きつけて1847年頃から密かにアメリカに渡り、1851年に帰国していたが、鎖国破りの罪で磔刑に処してしまった。また、嘆願によって放免になった長男・喜太郎は、頼るところもなく南砺市旧城端善徳寺に参り、福野の安居寺に向かう途中で自害した。その地に、石碑が建てられ銭屋の冥福が祈られている（南砺市福光に銭屋の碑がある）。江戸幕府が鎖国政策を改め、開国に転換する日米和親条約の締結の、わずか2年前のことであった。
民俗学者の宮本常一が昭和25年（1950年）7月下旬に対馬豆酘（つつ）村浅藻に住む、80を越えるという梶田富五郎を訪ねて聞き取ったものとして、以下の話が紹介されている。かつて朝鮮人参を仕入れるための密貿易が行われていたが、その大将が銭屋五兵衛であった。加賀の銭屋か銭屋の加賀かといわれるほどの加賀一番の大金持ちで、また大きな廻船問屋であった。対馬までは日本の服装と帆でやってきたが、対馬を過ぎると朝鮮の服装と帆で変装し、朝鮮人になりすまして朝鮮へわたった。これをまねるものが当時数知れぬほど多く、対馬の役人の目をかすめては朝鮮へ行ったという。
墓所は金沢市の長徳寺、本龍寺、野田山墓地にある。

## 評価
死後、五兵衛は海外との密貿易を行って巨利を得たということで、悪徳商人の典型とされ酷評されたが、明治維新後はむしろ、鎖国体制下で海外交易を試みた先駆者として評価が高まった。銭五が挫折した河北潟の干拓は昭和28年（1953年）から国営事業として行われ、昭和60年（1985年）に完成した。なお現在、石川県金沢市の銭屋の旧宅の一部は「銭五の館」として公開されており、隣接して「銭屋五兵衛記念館」が併設されている。

## 銭屋五兵衛を題材とした作品
- 作歌 八波則吉・作曲 新清次郎『唱歌 銭屋五兵衛』(宇都宮書店、1910年) NDLJP:855371
- 舟橋聖一『海の百万石』上中下（大日本雄弁会講談社、1955 - 56年）
- 童門冬二『海の街道 銭屋五兵衛と冒険者たち』上下（学陽書房人物文庫、1997年）

上 ISBN 4-313-75031-2、下 ISBN 4-313-75032-0
- 津本陽『波上の館 加賀の豪商・銭屋五兵衛の生涯』（中公文庫、1999年） ISBN 4-12-203325-X
- 童門冬二『銭屋五兵衛と冒険者たち』（集英社文庫、2005年） ISBN 4-08-747893-9
- 南原幹雄『銭五の海』上下（新潮社、1995年、新潮文庫、1998年、学陽書房人物文庫、2005年）

上 ISBN 4-103-76103-2、ISBN 4-101-10020-9、ISBN 4-313-75199-8、下 ISBN 4-103-76104-0、ISBN 4-101-10021-7、ISBN 4-313-75200-5